# Anjo mau
 (срп. Злочести анђео) бразилска је теленовела, продукцијске куће Реде Глобо, снимана 1997. и 1998.

## Синопсис
Нисе је амбициозна девојка која не преза ни од чега да би остварила своје циљеве. Ради у фабрици, али након што шеф почиње да јој се удвара, ошамари га и добије отказ. Налази посао у вили породице Медеирос, као дадиља малом Теу, сину размажене богаташице Стеле и њеног мужа Тадеуа.
Нисе живи са људима који су је усвојили, Алзиром и Аугустом и братом Луисом Карлосом. Алзира зна каква је Нисе и зато је хладна према њој. Аугусто ради годинама у вили Медеироса као возач и захваљујући њему, Нисе добија посао дадиље.
Нисе је у вези са механичарем Жулиом, који је неизмерно воли. Након што добије посао у вили, Нисе га оставља и он пада у очај.
Иако је Нисе нашла посао у вили да би се удала за наследника империје, Родрига Медеироса, због богатства, убрзо се заљубљује у њега. Након што сазнаје за тајну везу Родригове веренице Пауле и његовог брата Рикарда, на све начине покушава да их разоткрије.
Након што види Рикарда и Паулу заједно, глава породице Медеирос, Едуардо, умире. Тада почиње Рикарда да изједа кривица и на дан венчања признаје Родригу да су Паула и он љубавници. Родриго се разочара у све око себе што су га издали и окреће се дадиљи Нисе као јединој која му је говорила истину.
Мења своје понашање према свима и почиње да заводи Нисе. Када види да су ствари отишле далеко, Родриго престаје да се виђа са Нисе и започиње везу са Лижијом, која га воли још од детињства. Након неког времена, Родриго и Лижија се вере.
У међувремену, Рикардо се удаљава од Пауле и прекида веридбу са њом. Паула одлучује да послуша оца и поново планира да се врати Родригу. Међутим, посао неће бити лак јер су Родриго и Лижија верени. Почиње да окривљује Нисе да се набацује Родригу, не би ли склонила и Лижију и Нисе из Родриговог живота.
Нисе пада у очај јер није успела у намери и почиње да кује заверу против Лижије, да би је склонила са пута. За помоћ се обраћа Луису Карлосу да заведе Лижију и склони је из Родриговог живота. Међутим, са Паулиним повратком, Нице ће имати још једну препреку на путу ка срећи са човеком кога заиста воли.

## Улоге
| Глумац:                 | Улога:                                |
| ----------------------- | ------------------------------------- |
| Глорија Пирес           | Ниси Нороња                           |
| Каду Молитерно          | Родриго Медеирос                      |
| Алесандра Негрини       | Паула Новаес                          |
| Леонардо Брисио         | Рикардо Медеирос                      |
| Марија Падиља           | Стела Медеирос Фаћини                 |
| Данијел Дантас          | Тадеу Фаћини                          |
| Мауро Мендонса          | Руи Новаес                            |
| Режина Доурадо          | Алзира Машадо Нороња                  |
| Лавинија Власак         | Лижија Абреу Фуртадо                  |
| Габријел Брага Нунес    | Олаво "Олавињо" Жордао Фераз          |
| Марсио Гарсија          | Луис Карлос "Лука" Нороња             |
| Лилија Кабрал           | Горети Гарсија                        |
| Луиза Брунет            | Тереза Рибејро Новаес                 |
| Клаудио Кореја и Кастро | Аугусто Нороња                        |
| Беатриз Сегал           | Клотилде "Кло" Жордао                 |
| Арикле Перез            | Елиза "Елизиња" Жордао Фераз          |
| Раул Газола             | Сиро Фуртадо                          |
| Мила Морејра            | Марија Лусинда "Марилу" Абреу Фуртадо |
| Џексон Антунес          | Фредерико "Фред" Жордао               |
| Бел Кутнер              | Елена Жордао Фераз                    |
| Лусијано Сафир          | Жулио                                 |
| Таис Араужо             | Вивијан Рибејро                       |
| Самара Фелипо           | Симоне Гарсија Фаћини                 |